# Getto w Śniadowie
Getto w Śniadowie – getto dla ludności żydowskiej utworzone przez Niemców w sierpniu 1941 roku w Śniadowie na ulicy Szerokiej i części Łomżyńskiej.

## Opis
Po wybuchu wojny niemiecko-sowieckiej i zajęciu Śniadowa przez wojska III Rzeszy w sierpniu utworzono niemiecki zarząd cywilny. Również w sierpniu utworzono w obrębie ulic: Szerokiej i części Łomżyńskiej getto dla Żydów. Początkowo teren nie był ogrodzony. Byli w tych domach tak ściśnięci, że w lecie spali nawet na dworze i strasznie głodowali i biedowali. Zgromadzono tu około 650 osób. Żydzi z getta byli zmuszani do pracy w zakładach krawieckich i szewskich oraz do robót rozładunkowych na stacji kolejowej.
W listopadzie 1942 r. getto zostało zlikwidowane. Domy w getcie zostały otoczone wojskiem i żandarmerią. Mieszkańcy załadowani na wozy konne. Chorych i starców hitlerowcy zamordowali na miejscu. Niemcy przewieźli Żydów do obozu zbiorczego w Zambrowie, a następnie w styczniu 1943 r. do obozu zagłady w Treblince. Kilkudziesięciu Żydom udało się uciec. Jednak dużą część Niemcy złapali i rozstrzelali. Tak było z grupą 24 osób, w tym dzieci i kobiety (m.in. rodzina piekarza ze Śniadowa). W nocy żandarmi niemieccy wyprowadzili ich do żwirowiska w Sapkach i tam wszystkich zamordowali i zakopali. Nielicznym uciekinierom z getta udało się przeżyć wojnę dzięki pomocy okazanej przez zamieszkałych w okolicy Polaków.